# Alberto Beltrán (Sänger)
Alberto Beltrán (* 5. Juni 1924 in Palo Blanco; † 4. Februar 1997 in Santo Domingo) war ein dominikanischer Sänger.
Betrán wurde 1947 bei einem Wettbewerb des Radiosenders La Voz del Yuna entdeckt. Sein Auftritt wurde ein großer Erfolg, der ihm einen Exklusivvertrag mit dem Sender brachte. Außerdem erhielt er Gesangsunterricht bei Carlos Crespo und Klavierunterricht bei Vlady Silva. Durch Rundfunksendungen wurde er in der Dominikanischen Republik populär, und er nahm die ersten Stücke auf Schallplatte auf, so mit dem Súper Orquesta San José die Boleros Bendito amor von Bienvenido Brens und Hasta cuando von Babín Echavarría und mit Mario Hernández und den Los Diablos del Caribe mehrere Guarachas.
1954 kam Berltrán erstmals nach Kuba, wo ihm sein Landsmann Tirso Guerrero einen Auftritt mit der Gruppe Sonora Matancera bei Radio Progreso ermöglichte. In der Folge entstand ein Album mit der Gruppe, das u. a. die Titel Aunque me cueste la vida von Luis Kalaff, El Negrito del Batey von Héctor J. Díaz und Medardo Guzmán, Todo me gusta de ti von Cuto Estévez, Ignoro Tú Existencia von Rafael Pablo de la Mota, Te miro a ti von Julio César Bodden, Enamorado von Pepo Balcácer und El 19 von Radhamés Reyes Alfau enthielt. 1955 nahm er mit Celia Cruz und Sonora Matancera Contestación a Aunque me cueste la vida auf. Aufnahmen mit dem Orchester von Billo Frómeta entstanden 1958 in den Studios von Radio Progreso.